# I divisioona 1987
Die I divisioona 1987 war die 50. Spielzeit der zweithöchsten finnischen Fußballliga und die 15. unter dem Namen I divisioona.

## Modus
Die 12 Mannschaften spielten an insgesamt 22 Spieltagen aufgeteilt in einer Hin- und einer Rückrunde jeweils zwei Mal gegeneinander. Der Meister stieg direkt auf, der Zweitplatzierte konnte über die Play-offs ebenfalls aufsteigen. Die letzten drei Vereine stiegen in die II divisioona ab.

## Teilnehmer
| Verein                          | Stadt        |
| ------------------------------- | ------------ |
| Äänekosken Huima                | Äänekoski    |
| Myllykosken Pallo -47           | Anjalankoski |
| FinnPa Helsinki                 | Helsinki     |
| Kontulan Urheilijat             | Helsinki     |
| Kajaanin Palloilijat            | Kajaani      |
| Grankulla IFK                   | Kauniainen   |
| Kokkolan Palloveikot            | Kokkola      |
| Kuopion Elo                     | Kuopio       |
| Lauritsalan Työväen Palloilijat | Lappeenranta |
| Oulun Työväen Palloilijat       | Oulu         |
| Tampereen Pallo-Veikot          | Tampere      |
| Valkeakosken Koskenpojat        | Valkeakoski  |

## Abschlusstabelle
| Pl. | Verein                          | Sp. | S  | U | N  | Tore    | Diff. | Punkte |
| --- | ------------------------------- | --- | -- | - | -- | ------- | ----- | ------ |
| 1.  | Oulun Työväen Palloilijat (A)   | 22  | 12 | 6 | 4  | 042:210 | +21   | 30:14  |
| 2.  | Grankulla IFK (N)               | 22  | 13 | 3 | 6  | 042:220 | +20   | 29:15  |
| 3.  | Kontulan Urheilijat             | 22  | 12 | 4 | 6  | 045:250 | +20   | 28:16  |
| 4.  | Kuopion Elo                     | 22  | 11 | 4 | 7  | 040:220 | +18   | 26:18  |
| 5.  | Kokkolan Palloveikot            | 22  | 11 | 4 | 7  | 038:310 | +7    | 26:18  |
| 6.  | Myllykosken Pallo -47           | 22  | 8  | 6 | 8  | 036:340 | +2    | 22:22  |
| 7.  | FinnPa Helsinki                 | 22  | 8  | 6 | 8  | 030:380 | −8    | 22:22  |
| 8.  | Tampereen Pallo-Veikot          | 22  | 9  | 3 | 10 | 045:420 | +3    | 21:23  |
| 9.  | Valkeakosken Koskenpojat (N)    | 22  | 8  | 5 | 9  | 032:470 | −15   | 21:23  |
| 10. | Lauritsalan Työväen Palloilijat | 22  | 6  | 5 | 11 | 024:380 | −14   | 17:27  |
| 11. | Kajaanin Palloilijat (N)        | 22  | 5  | 5 | 12 | 020:330 | −13   | 15:29  |
| 12. | Äänekosken Huima                | 22  | 1  | 5 | 16 | 018:590 | −41   | 07:37  |

| (A) | Absteiger aus der Mestaruussarja 1986 |
| (N) | Aufsteiger                            |

## Play-offs
Der Elfte der Veikkausliiga spielte gegen den Zweiten der I divisioona um einen Startplatz für die Mestaruussarja 1988.
|                  | Gesamt |               | Hinspiel | Rückspiel |
| ---------------- | ------ | ------------- | -------- | --------- |
| Kemin Palloseura | 7:2    | Grankulla IFK | 2:0      | 5:2       |